# 阮氏玉誇
阮氏玉誇（越南语：／，？—？），今俗稱“阮福玉誇”，是越南历史上的一位和亲女性。她是广南阮主阮福源的一个女儿，被称为公女玉誇（越南语：／）。
阮氏玉誇的早年生平不详。根据《阮福族世谱》的记载，1631年（辛未年），阮福源为了同北方的郑主对抗，决定改变阮潢时期侵略占城的政策，命令阮氏玉誇和亲占城，嫁给了占城国王波罗美（Po Romê）。阮氏玉誇也是继玄珍公主之后第二位和亲占城的越南女性，越南南部民间有不少关于她的传说。然而在《大南列传前编》中，没有为她和另一位和亲高棉的姐姐玉万立传，亦不知有否封郡主或公主。
同玉万和亲高棉一样，玉誇和亲占城之后，越南人逐渐向占城移民，为阮主的南进政策铺平道路。